# Anthothoe chilensis
Anthothoe chilensis is een zeeanemonensoort uit de familie Sagartiidae.
Anthothoe chilensis is voor het eerst wetenschappelijk beschreven door Lesson in 1830.